# Hanns Heiman
Hanns Heiman (* 14. Februar 1879 in Breslau; † 11. Januar 1965 in Quito) war ein deutscher Verbandsfunktionär, Wirtschaftsberater und Schriftsteller.

## Leben
Der Sohn des Kaufmanns Leo Heiman und Emma, geb. Guttsmann, studierte nach dem Abitur 1896 Volkswirtschaftslehre in Breslau, München und Heidelberg (1906 Promotion). Heimann war seit 1902 Mitarbeiter verschiedener Industrieverbände, unter anderem geschäftsführender Direktor des Ausstellungsamtes der deutschen Industrie und Hauptausschussmitglied des Reichsverbandes der Deutschen Industrie. Politisch war er zeitweise in der Paneuropa-Union von Richard Coudenhove-Kalergi aktiv. Er emigrierte 1939 nach Ecuador.

## Schriften (Auswahl)
- Inmigrantes en el Ecuador. Un estudio histórico. Quito 1942, OCLC 1185547056.
- Zeitbilder zur deutschen Geistesgeschichte von der Aufklaerung bis zur Romantik. Selbstverlag, Quito 1954, OCLC 73441122.
- Gedichte eines Emigranten. Quito 1957, OCLC 73441118.
- Alexander von Humboldt, Freund der Juden. Vortrag gehalten am 7. Mai 1959 in der B’nai B’rith Loge in Quito-Ecuador. Quito 1959, OCLC 253922904.